# David Abeel
David Abeel (New Brunswick (New Jersey), 12 juin 1804-Albany (New York), 4 septembre 1846) est un explorateur, missionnaire protestant et médecin américain.

## Biographie
Il fait des études de médecine puis se décide à consacrer sa vie à la mission d'évangélisation (1826). Pasteur (1828) au temple d'Athens (New York) (État de New York), il part à partir de 1830 mener une campagne d'évangélisation en Chine, à Java, en Malaisie, au Siam et à Singapour durant laquelle il apprend la langue chinoise.
En 1833, en raison de sa santé fragile, il regagne l'Europe où il lutte pour sensibiliser l'opinion aux problèmes des missions. En 1841, il repart en Asie et fonde une mission en Chine, à Xiamen.

## Œuvres
- To the Bachelors of China, by a Bachelor (1833)
- Journal of a residence in China and the neighbouring countries from 1830 to 1833 (1834-1835)
- A Narrative of Residence in China (1834)
- The Claims of the World to the Gospel (1838)
- The missionary convention at Jerusale (1838)